# Ådalsbygdens pastorat
Ådalsbygdens pastorat var ett pastorat inom Svenska kyrkan i Härnösand-Kramfors kontrakt av Härnösands stift. Pastoratet bildades 2002, låg i Kramfors kommun och omfattade följande församlingar:
- Bjärtrå församling
- Dals församling
- Styrnäs församling
- Torsåkers församling
- Ytterlännäs församling

Pastoratskod var 100112
Pastoratets upphörde 2018 och dess församlingar överfördes till Kramfors pastorat.